# Atractogyne
Atractogyne é um género botânico pertencente à família Rubiaceae.